# 국립과천과학관
국립과천과학관(國立果川科學館, Gwacheon National Science Museum)은 기초과학·응용과학·자연사 및 과학기술사 등에 관한 자료의 수집·보존·연구·전시 및 교육에 관한 사무를 관장하는 대한민국 과학기술정보통신부의 소속기관이다. 2008년 8월 7일 발족하였으며, 경기도 과천시 상하벌로 110에 위치하고 있다. 관장은 고위공무원단 나등급에 속하는 임기제공무원으로 보한다.

## 직무
- 과학기술의 보급에 관한 계획의 수립·시행
- 상설전시관·특별전시관·천체투영관·스페이스월드·천체관측소·어울림홀·캠프장숙소·실험실·강의실 등 운영
- 과학기술 교육프로그램 개발·보급·운영 및 각종 과학행사에 관한 사항
- 과학기술자료의 수집·발굴·조사·연구·보존·제작 및 전시에 관한 사항
- 과학기술의 보급 관련 특별전시에 관한 사항
- 과학기술 전시·연구·교육에 관한 정보화
- 과학기술혁신정책 및 연구개발성과 전시·확산·홍보
- 위 직무의 부대사업 및 수탁사업
- 전국 국·공·사립 과학관에 대한 지원·자문과 국내 및 외국 과학관과의 협력 증진
- 과학기술정보통신부장관이 위임하는 업무
- 기타 국립과천과학관의 목적달성을 위하여 필요한 사업

## 역사
2001년 4월, 제34회 과학의 날 대통령 치사에서 새로운 국립서울과학관 건립이 발표되었다.
2006년에는 건축 부지를 과천 서울대공원 인근, 2008년 9월을 완공 시기로 결정하였다. 과학관 본관은 비행체 모양의 미래 지향적 외관으로, 천체관은 '수면 위의 구'의 형태로 설계하였다.
국립과천과학관은 시범운영을 거쳐 2008년 11월 14일 개관하였다. 전시면적이 19,127m2로 대전 국립중앙과학관의 3배 규모라 보도되었다. 기초과학관, 자연사관, 전통과학관, 첨단기술관, 어린이탐구체험관, 명예의 전당 등의 상설전시관과 특별전시관, 실험실습실 등으로 구성되었으며, 전시물은 체험 중심으로 전시·운영되고 있다. 천체관은 내부 지름 25m의 돔 내부에 천체투영관이 설치되었다.
2008년 12월 23일 국무회의에서 국립과천과학관을 책임운영기관으로 지정하기로 의결하였다.

### 연혁
- 2008년 8월 7일: 교육과학기술부 소속으로 국립과천과학관 설치.[5]
- 2008년 8월: 초대 장기열 관장 취임.
- 2009년 1월 1일: 책임운영기관으로 지정.[6]
- 2009년 10월: 2대 이상희 관장 취임.
- 2011년 10월: 3대 최은철 관장 취임.
- 2013년 3월 23일: 미래창조과학부 소속으로 변경.[7]
- 2013년 10월: 4대 김선빈 관장 취임.
- 2015년 10월: 5대 조성찬 관장 취임.
- 2017년 7월 26일: 과학기술정보통신부 소속으로 변경.[8]
- 2017년 12월: 6대 배재웅 관장 취임.
- 2020년 2월: 7대 이정모 관장 취임.
- 2023년 4월: 8대 한형주 관장 취임.

## 전시관

### 상설전시관
- 어린이탐구체험관
- 과학탐구관
- 자연사관
- 한국과학문명관
- 첨단기술관
- 미래상상SF관

- 기획전시관
- 명예의전당
- 창작카페

### 천문우주관
- 천체투영관
- 천체관측소
- 스페이스월드

### 야외전시관
- 곤충생태관
- 자연생태공원
- 공룡역사광장
- 옥외전시장

## 조직

### 관장
- 경영기획과[9]
- 고객서비스과[9]
- 운영지원과[9]

전시연구단
- 전시기획과[9]
- 전시운영과[9]
- 전시관리과[9]
- 과학교육과[9]
- 과학문화과[9]
- 특별전시팀[11]

### 소속기관
- 국립어린이과학관

## 사건·사고 및 논란

### 법인화 논란
2008년 11월 7일 전국민주공무원노동조합 교육과학기술부지부는 국립과천과학관 법인화 논의를 중단하라는 성명서를 발표하였다. 전국민주공무원노동조합 교육과학기술부지부는 성명서에서 "과학관은 국민에게 과학기술에 대한 기초소양과 도전에 대한 가능성을 제공하는 공공성 높은 서비스기관"이라며 "선진화, 민영화라는 허울 아래 과학관을 영리 추구 기관으로 내모는 것은 정부의 의무와 책임을 포기하는 것"이라고 비판했다. 이어 국립과천과학관이 법인화될 경우 관람료가 무리하게 인상되고 과학서비스를 위해 일해야할 연구원들이 돈벌이를 위한 영업사원으로 전락하게 될 것이라고 지적했다.
2008년 11월 12일 한겨레가 교육과학기술부와 행정안전부 관계자들의 얘기를 종합한 바에 따르면, 정부는 2008년 7월 차관회의에서 국립과천과학관의 직제와 인력을 확정하면서 국립과천과학관을 2010년부터 법인화하는 방안을 부처간 협의를 거쳐 추진하기로 했다.
이에 대해 주무 부처인 교육과학기술부는 "법인화 추진 일정은 아직 없다"고 밝히고 있으며, 행정안전부 쪽은 "당장은 어렵고 2009년 중에 법인화 방안이 마련될 것"이라고 말하고 있다. 행정안전부 관계자는 "2010년 과학관 법인화는 차관회의 '합의' 사항"이라며 "과천에 이어 광주·대구 등에서도 과학관들이 세워질 텐데 모두 국립으로 운영하는 게 과연 맞는지 검토할 때"라고 말했다. 반면에 교육과학기술부 관계자는 "차관회의에선 '협의 추진'을 논의한 만큼 법인화의 손익을 신중하게 따져 봐야 한다"며 "이제 개관한 국립과천과학관의 법인화를 논의하는 건 시기상조이며 최소 2~3년 운영한 뒤 법인화를 검토해도 늦지 않을 것"이라고 말했다.
2009년 1월 20일 행정안전부는 국무회의에서 '2009년 정부조직 및 인력운영 계획'을 보고하며 정부기관의 민간이양을 위해 국립의료원, 경찰병원, 국립과천과학관, 농촌진흥청 등 우선 대상기관의 법인화 작업을 마무리짓기로 했다.
2010년 12월 29일 전국공무원노동조합 중앙행정기관본부 교육과학기술부 국립과천과학관지회(지회장 송영섭)는 농촌진흥청 홈페이지 등을 통해 교육과학기술부의 국립과천과학관 법인화 추진을 반대했다. 지회 측은 국립과천과학관 자체 설문 결과 참여자 60명 중 88%인 53명이 법인화 반대 입장을 밝혔고 대부분의 직원이 법인화가 되면 타 기관 이동을 희망했다고 밝혔다.
2011년 4월 14일 박영아 한나라당 의원 등 국회의원 11명이 '국립과학창의관의 설립 및 운영에 관한 법률안'이라는 의원 입법안을 통해 특수법인화를 추진하였다.
법안에 따르면 우선 국립과천과학관의 명칭에서 소재 지역 명칭인 '과천'이 빠지는 대신 '창의'라는 표현이 포함됐다. 과학 전시를 통해서 '창의 인재 양성'으로 폭이 넓어지는 것이다. 사업 범위도 기존의 전시업무에서 '과학 문화 전반'으로 확장된다. △미래과학기술 트랜드 분석 및 확산 기반 조성 △창의적 아이디어의 사회적 기여를 위한 지원 △과학교육, 과학문화 촉진을 위한 조사 연구 △과학문화 확산 등을 다루게 된다.
2011년 11월 9일 최은철 국립과천과학관장은 동아사이언스와의 인터뷰에서 법인화에 대한 질문에 긍정적인 반응을 보이며 "과학관 법인화가 시대의 흐름이라면 가장 지혜롭게 대비하겠습니다."라고 밝혔다. 전문 인력을 확보하고 경쟁력 있는 사업에 예산을 집중하는 등 과학관 선진화를 꾀할 수 있다고 생각한다며 "공공성 측면에서는 현 상태를 유지하는 것이 좋지만 국립과천과학관이 한 단계 도약하기 위해서는 법인화가 오히려 기회가 될 수 있다"고 주장했다.
2013년 4월 30일 유정복 안전행정부 장관은 중앙일보와의 인터뷰에서 이명박 정부에서 추진한 국립과천과학관과 국립현대미술관의 법인화 방향에 대한 질문에 대해 "두 곳은 전문성과 독립성이 필요한 만큼 법인화가 바람직하다고 본다. 다만 관계부처와 좀 더 협의를 할 생각이다. 올해 상반기 중에 문화시설과 전시기관을 중심으로 법인화를 추진할 정부기관을 정할 것이다."라고 답변하였다.

## 인접한 곳
- 서울대공원
- 대공원역 (과천)

## 같이 보기
- 국립중앙과학관
- 국립광주과학관
- 국립대구과학관
- 국립부산과학관